# Wilsthorpe (Lincolnshire)
Wilsthorpe est un village du Lincolnshire, en Angleterre.
Les ruines d'une villa romaine ont été découvertes à proximité du village.